# Kyrkogårdsö
Kyrkogårdsö (Zweeds voor 'kerkhofeiland') is een eiland dat behoort tot de gemeente Kökar, onderdeel van de autonome Finse provincie Åland. Op het eiland bevinden zich drie woningen en een aantal bijgebouwen. Er woonden in 2015 in totaal 7 personen, die allen tot de familie Nordberg behoren en in één huis wonen. Deze familie leeft al 17 generaties op dit eiland. In de overige woningen is een hotelfaciliteit voor in totaal 60 personen.
Het eiland heeft een kleine haven in de westelijke baai vlak bij de woningen, en een veerstoep in het zuiden, waar de veerboot van de zuidelijke lijn van Ålandstrafiken (tussen Långnäs en Galtby) op aanvraag aanlegt in de helft van de gevallen dat het eiland gepasseerd wordt.

## Geschiedenis
Het eiland is voor het eerst beschreven in de 14e eeuw en werd toen als 'Bötet' aangeduid. Sinds de 16e eeuw is het bewoond.

## Trivia
- In 2012 werd een documentaire gemaakt over een vijfjarig meisje dat leeft op dit eiland, geregisseerd door Joakim Chardonnens.[3]